# Sylvain Chavanel
Sylvain Chavanel (Châtellerault, Vienne, 30 de junio de 1979) es un ciclista francés que fue profesional de 2000 a 2018. Su hermano menor Sébastien Chavanel fue también ciclista profesional. 
Fruto de sus características de rodador ha ganado el Campeonato de Francia Contrarreloj en 6 ocasiones, siendo el que más veces lo ha conseguido. Además, destacaba por ser un ciclista que buscaba las escapadas, lo que le ha llevado a ganar etapas y pruebas de un día.
La prueba que más éxitos le ha reportado ha sido el Tour de Francia. Es el ciclista que más veces ha participado en la prueba con un récord de 18 ediciones diferentes. También, ha conseguido ganar 3 etapas, ha vestido el maillot amarillo durante 2 días y fue galardonado como el más combativo en 2 ediciones.

## Biografía
Comenzó su carrera profesional en 2000 con Jean-René Bernaudeau del equipo Bonjour, que luego se convirtió en la Brioches la Boulangere en 2003. Pasó posteriormente por Cofidis en 2005. 
Desde 2009 a 2013 corrió con el equipo belga Quick Step, donde se reencontró con su excompañero Jérôme Pineau. 
En 2004 participó en los Juegos Olímpicos de Atenas, aunque no pudo completar la prueba en ruta.
El 25 de julio de 2008 ganó la 19.ª etapa del Tour de Francia en Montluçon, superando al esprint a su compañero de escapada Jérémy Roy. Fue elegido el corredor más combativo de ese Tour de Francia.
Durante la temporada 2008, ganó A Través de Flandes y Flecha Brabanzona. También ganó etapas en el Tour del Mediterráneo y la París-Niza. En mayo de ese mismo año ganó una etapa en la Volta a Cataluña en la que estuvo en fuga durante todo el día con dos minutos y 32 segundos por delante de, entre otros, Thor Hushovd y Bernhard Eisel. 
Se convirtió por tercera vez a finales de junio de 2008 en campeón de Francia en la prueba de contrarreloj.
En 2009 no consiguió victorias importantes salvo una victoria en la París-Niza, quedando 3.º en la general y vistiendo el maillot de líder durante 3 etapas.
En 2010 realizó su mejor Tour de Francia en lo que ha resultados se refiere, ya que consiguió imponerse en 2 etapas y ganar el premio de la combatividad general por segunda vez en su carrera. Además, fue líder de la prueba durante 2 etapas, tras la 2.ª y la 7.ª etapa.
En 2011 ganó el Campeonato de Francia en Ruta y en la Vuelta a España vistió durante cuatro días el maillot rojo de líder. En 2012 fue campeón de Francia contrarreloj y campeón del mundo de contrarreloj por equipos integrando el equipo Omega Pharma-Quick Step.
En 2014, y tras cinco temporadas en la disciplina del equipo Omega Pharma-Quick Step, ficha por el recién creado equipo ciclista suizo IAM Cycling, de categoría Profesional Continental con el que consigue un año más el Campeonato de Francia Contrarreloj. Además, al año siguiente, el equipo pasaría a ser de categoría UCI WorldTour. 
En 2015, a sus 36 años de edad, completó por primera vez las tres grandes vueltas, tras hacer su debut en el Giro de Italia. A la temporada siguiente, fichó de nuevo por el equipo de Bernaudeau, esta vez denominado Direct Énergie, con el que dijo que quería finalizar su carrera. 
En el Tour de Francia 2018 se convirtió en el ciclista que más veces ha participado en el Tour de Francia con un total de 18 ocasiones. Al final de esa misma temporada anunció su retirada del ciclismo tras diecinueve temporadas como profesional y con 39 años de edad. Su última carrera fue la Chrono des Nations donde declaró que su intención sería crear su propio equipo profesional. A finales de año, se confirmó su presencia en la Titan Desert de 2019 con el equipo Viorcam KH7, junto a Melchor Mauri y Abraham Olano.

## Palmarés

### Ruta
| 2000 - 1 etapa del Circuito Franco-Belga 2002 - Cuatro Días de Dunkerque - Trofeo de los Escaladores 2003 - Tour de Haut-Var - 1 etapa del Circuito de la Sarthe 2004 - Cuatro días de Dunkerque - Vuelta a Bélgica - Polynormande - 2 etapas del Tour de Poitou-Charentes 2005 - Circuito de la Sarthe, más 1 etapa - Tour de Poitou-Charentes - Campeonato de Francia Contrarreloj - Dúo Normando (haciendo pareja con Thierry Marichal) 2006 - Tour de Poitou-Charentes - Campeonato de Francia Contrarreloj 2008 - 1 etapa del Tour del Mediterráneo - 1 etapa de la París-Niza - A través de Flandes - Flecha Brabanzona - 1 etapa de la Volta a Cataluña - Campeonato de Francia Contrarreloj - 1 etapa del Tour de Francia y premio de la combatividad 2009 - 1 etapa de la París-Niza - 2.º en el Campeonato de Francia Contrarreloj - 1 etapa del Eneco Tour | 2010 - 2.º en el Campeonato de Francia Contrarreloj - 2 etapas del Tour de Francia y premio de la combatividad 2011 - Campeonato de Francia en Ruta 2012 - Tres Días de La Panne, más 1 etapa - Campeonato de Francia Contrarreloj 2013 - 1 etapa de la París-Niza - Tres Días de La Panne, más 1 etapa - Campeonato de Francia Contrarreloj - 2.º en el Campeonato de Francia en Ruta - 1 etapa del Eneco Tour 2014 - 1 etapa de los Cuatro Días de Dunkerque - Campeonato de Francia Contrarreloj - Tour de Poitou-Charentes, más 1 etapa - Gran Premio de Plouay - Chrono des Nations 2015 - 3.º en el Campeonato de Francia Contrarreloj - 3.º en el Campeonato de Francia en Ruta 2016 - 1 etapa de la Estrella de Bessèges - Tour de Poitou-Charentes, más 1 etapa 2017 - 1 etapa de los Cuatro Días de Dunkerque |

### Pista
2015
- Campeonato de Francia de Persecución

2016
- Campeonato de Francia de Persecución

2017
- Campeonato de Francia de Madison (con Thomas Boudat)
- 2.º en el Campeonato de Francia de Persecución
- Copa del Mundo de Glasgow (Reino Unido) en Persecución Individual

2018
- 2.º en el Campeonato de Francia en madison (junto a Thomas Boudat)
- 3.º en el Campeonato de Francia de Persecución por equipos
- 2.º en el Campeonato de Francia de Persecución

## Resultados en Grandes Vueltas y Campeonatos del Mundo
| Carrera              | Carrera              | 2000 | 2001 | 2002 | 2003 | 2004 | 2005 | 2006 | 2007 | 2008 | 2009 | 2010 | 2011 | 2012 | 2013 | 2014 | 2015 | 2016 | 2017 | 2018 |
| -------------------- | -------------------- | ---- | ---- | ---- | ---- | ---- | ---- | ---- | ---- | ---- | ---- | ---- | ---- | ---- | ---- | ---- | ---- | ---- | ---- | ---- |
|                      | Giro de Italia       | —    | —    | —    | —    | —    | —    | —    | —    | —    | —    | —    | —    | —    | —    | —    | 36.º | —    | —    | —    |
|                      | Tour de Francia      | —    | 65.º | 36.º | 37.º | 30.º | 58.º | 44.º | Ab.  | 59.º | 18.º | 31.º | 61.º | Ab.  | 31.º | 34.º | 54.º | 43.º | 25.º | 39.º |
|                      | Vuelta a España      | —    | —    | —    | —    | —    | —    | —    | 16.º | Ab.  | —    | —    | 27.º | —    | —    | —    | 47.º | —    | —    | —    |
| Mundial en Ruta      | Mundial en Ruta      | —    | Ab.  | —    | 84.º | —    | 67.º | 45.º | 67.º | 53.º | 29.º | 63.º | 70.º | 57.º | —    | 77.º | —    | —    | —    | —    |
| Mundial Contrarreloj | Mundial Contrarreloj | —    | —    | —    | 19.º | —    | 30.º | —    | —    | 10.º | —    | 19.º | —    | 15.º | 22.º | 17.º | —    | —    | —    | —    |

—: no participa

Ab.: abandono

## Equipos
- Bonjour/Brioches La Boulangère (2000-2004)
  - Bonjour-Toupargel (2000)
  - Bonjour (2001-2002)
  - Brioches La Boulangère (2003-2004)
- Cofidis, le Crédit Par Téléphone (2005-2008)
- Quick Step (2009-2013)
  - Quick Step (2009-2011)
  - Omega Pharma-QuickStep (2012-2013)
- IAM Cycling (2014-2015)
- Direct Énergie (2016-2018)

## Reconocimientos
- Bicicleta de Oro Francesa (2008)